# Thrissur
Thrissur (äldre namn Trichur) är en stad i den indiska delstaten Kerala och är centralort i ett distrikt med samma namn. Folkmängden uppgick till lite mer än 300 000 invånare vid folkräkningen 2011, med förorter cirka 1,9 miljoner invånare.